# Vote à second tour instantané
Pour un article plus général, voir Système électoral.
Ne doit pas être confondu avec Vote préférentiel.

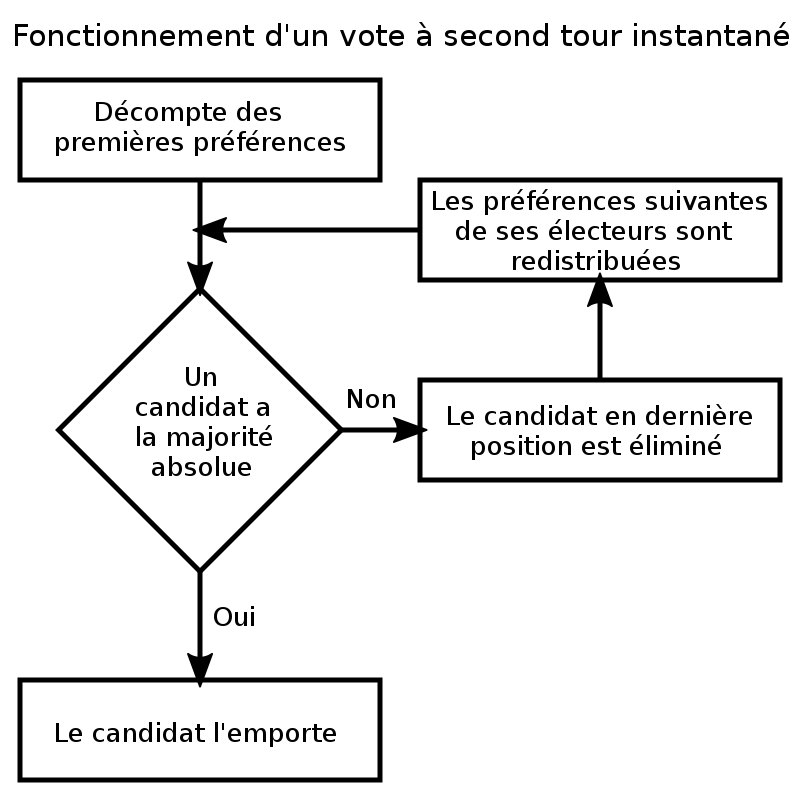
Fonctionnement d'un vote à second tour instantané

Le vote à second tour instantané, aussi appelé vote alternatif, est un système électoral par classement utilisé pour choisir un gagnant. Il est notamment utilisé en Australie, à Nauru, en Papouasie-Nouvelle-Guinée et jusqu'en 2014 aux Fidji pour l'élection des membres du parlement, ainsi qu'en Irlande, en Inde et au Sri-Lanka pour l'élection du président.
Ce système est notamment utilisé lors de référendums pour départager plusieurs options, par exemple en 2015 en Nouvelle Zélande ou encore en 2018 à Guernesey. En mai 2011, son adoption a été rejetée par référendum au Royaume-Uni.
Le vote à second tour instantané s'applique à une circonscription uninominale où un seul candidat ressort vainqueur. Dans le cas d'un parlement où plusieurs sièges sont à pourvoir, le territoire concerné est donc divisé en plusieurs circonscriptions. Les électeurs classent tout ou partie des candidats par ordre de préférences. Est alors élu le candidat qui recueille la majorité absolue des premières préférences. À défaut, le candidat arrivé en dernier est éliminé, et les secondes préférences de ses électeurs sont répartis aux autres candidats. L'opération est répétée jusqu'à ce qu'un candidat obtienne de manière cumulée la majorité absolue. Ce mode de scrutin permet ainsi l'élection d'un candidat en simulant plusieurs tours de scrutin, tout en ne requérant qu'un seul passage des électeurs aux urnes.

## Histoire

Exemple de bulletin de vote utilisé en Australie.

Le vote alternatif a été inventé en 1871 par l'architecte américain William Robert Ware, bien qu'en fait ce ne soit qu'un cas particulier du scrutin à vote unique transférable, lequel a été indépendamment développé dans les années 1850. Par contre, les seuls transferts de votes, dans le cas du vote alternatif, proviennent de partisans de candidats qui ont déjà été éliminés.

## Mise en œuvre
Chaque électeur classe sous forme de liste les candidats par ordre de préférence. Le plus souvent, les bulletins de vote sont composés des noms des candidats suivis de cases, dans lesquelles l'électeur écrit un chiffre, 1 étant sa première préférence, 2 la suivante, et ainsi de suite. Chaque candidat doit se voir attribuer un chiffre différent.
Les électeurs votent en une seule fois en déposant leur liste, et l'on simule alors plusieurs tours, si besoin. On compte d'abord les premières préférences de chacun des candidats. Si un candidat obtient la majorité absolue des voix, il est élu. Sinon, on élimine le candidat qui a recueilli le moins de voix, et on attribue les voix de ses électeurs à leur second candidat préféré. Pour cela, on ajoute une voix aux candidats marqués en seconde préférence de chaque bulletin où le candidat éliminé figurait en premier. On compte à nouveau les voix des candidats en additionnant aux premières voix ces voix supplémentaires obtenues lors du deuxième décompte. Si un candidat obtient la majorité absolue des voix, il est élu. Sinon, on répète l'opération jusqu'à l'obtention d'une majorité absolue, ce qui arrive inévitablement, au plus tard lorsqu'il ne reste plus que deux candidats en lice.

### Forme absolue ou optionnelle
Sous la forme absolue du vote à second tour instantané, l'électeur doit obligatoirement attribuer un chiffre à chacun des candidats, sous peine de voir son bulletin de vote considéré comme nul. Sous la forme optionnelle, l'électeur n'est obligé de classer qu'un nombre réduit de candidats, souvent trois, et est libre d'en classer davantage ou pas. Cette forme optionnelle est moins contraignante pour l'électeur, mais provoque un nombre important de votes non transférables lorsque des candidats sont éliminés sans que l'électeur n'ait inscrit son candidat préféré suivant.

## Particularités
Ce mode de scrutin favorise les courants de pensée faisant consensus même s'ils sont représentés par un grand nombre de candidats.
Utilisé dans le cadre du vote par circonscription, il favorise les partis capables de s'entendre pour proposer aux électeurs une stratégie de transfert. En conséquence ce système de vote est généralement considéré comme favorisant souvent les partis modérés ou centristes. Cependant, l'exemple ci-dessous montre que la réalité peut contredire cette supposition : le scrutin a conduit au choix d'une extrémité, après un dernier tour opposant les deux extrémités (options A et D).

## Avantages
L'électeur peut s'exprimer sur l'ensemble des candidats et voter ainsi à la fois pour ses idées au travers d'un candidat, peut-être fortement minoritaire, et pour le candidat éligible qui lui convient le mieux ou lui déplaît le moins.
L'obligation d'obtenir une majorité absolue augmente la légitimité de l'élu.

## Inconvénients
Dans sa forme absolue, où l’électeur est obligé de classer tous les candidats, le dépouillement peut difficilement se faire simplement à la main, ce qui entraîne une lourdeur importante à sa mise en œuvre. Certains pays, comme la Papouasie-Nouvelle-Guinée, ont par conséquent recours au vote alternatif limité : les électeurs doivent classer un maximum de trois candidats, facilitant le dépouillement.
Dans sa forme absolue l'acte de voter peut se transformer en pensum. En Australie où il est en vigueur, l'électeur préfère souvent, d'ailleurs, obéir aux consignes de classement du parti de son choix.
Ce système de vote ne respecte pas l'un des critères d'évaluation de ce type de scrutin, le critère de Condorcet : un candidat qui gagnerait un face-à-face avec n'importe quel autre candidat (gagnant de Condorcet) pourrait perdre dans certaines configurations.

### Exemple de non-respect du critère de Condorcet
Imaginons que quatre villes soient sollicitées pour déterminer, parmi elles, celle où sera construit leur hôpital.
Imaginons d'autre part que la ville A regroupe 42 % des votants, la ville B 26 %, la ville C 15 % et la ville D 17 %.
Chaque habitant souhaite que l'hôpital soit le plus proche possible de sa ville, tous les votants étant égoïstes. On ne trouve que quatre types de bulletins qui se répartissent ainsi : 
| Ville A (42 %)                              | Ville B (26 %)                              | Ville C (15 %)                              | Ville D (17 %)                              |
| ------------------------------------------- | ------------------------------------------- | ------------------------------------------- | ------------------------------------------- |
| 1. Ville A 2. Ville B 3. Ville C 4. Ville D | 1. Ville B 2. Ville C 3. Ville D 4. Ville A | 1. Ville C 2. Ville D 3. Ville B 4. Ville A | 1. Ville D 2. Ville C 3. Ville B 4. Ville A |

Notons que la ville A est à la fois le candidat qui est le plus approuvé et celui qui est le plus rejeté, ce qui a des conséquences majeures sur le résultat :
| Ville | Premier tour | Second tour | Troisième tour | Quatrième tour |
| ----- | ------------ | ----------- | -------------- | -------------- |
| A     | 42           | 42          | 42             | 42 0           |
| B     | 26           | 26          | 26 0           | 0              |
| C     | 15           | 15 0        | 0              | 0              |
| D     | 17           | 17 32       | 32 58          | 58             |

Aucune ville ne recueille la majorité des suffrages. La ville recueillant le moins de votes, la ville C, qui ne recueille que 15 % des voix, est éliminée et n'est alors plus décomptée dans le dépouillement des votes. Concernant les votes l'ayant placé en premier choix, c'est le second qui est pris en compte. Ce choix s'étant porté sur la ville D, celle-ci engrange la totalité des suffrages de la ville C, soit 15 points supplémentaires.
À l'issue du premier transfert de voix, les deux villes avec le moins de suffrages sont B (26) et D (32), avec un faible avantage pour D. La préférence des 42% d'électeurs de la ville A est claire : B puis C puis D, mais elle est ignorée car leur candidat est encore en lice. La ville B est donc éliminée, seules les villes A et D restent en lice. La même opération que pour la ville C est réitérée. La ville D, passant donc en tête dans le deuxième choix des électeurs de la ville B, passe alors à 58 % des votes.
C'est donc dans la ville D que sera construit l'hôpital. On peut observer qu'avec cet exemple ad hoc ce système de vote  a conduit à choisir la ville pour laquelle le trajet moyen pour se rendre à l'hôpital, pondéré par les populations, est maximal (27,7 km), la ville pour laquelle ce trajet moyen est minimal étant la ville B.
Par comparaison, les méthodes Condorcet, Borda et de Coombs auraient donné la ville B comme gagnante, tandis qu'un scrutin majoritaire à un tour aurait abouti au choix de la ville A.

## Exemples de mise en œuvre

### Cas où le premier choix est vainqueur

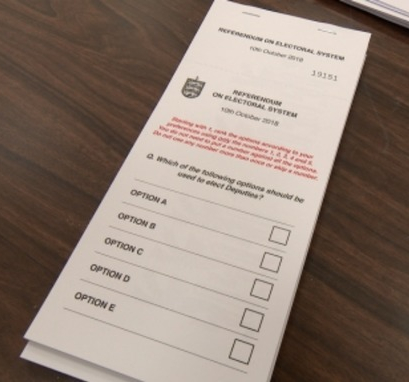
Bulletin de vote utilisé

Lors du référendum de 2018 à Guernesey, la population est amenée à choisir par le biais du vote à second tour instantané lequel d'entre cinq projets de système électoral elle souhaite utiliser à l'avenir pour les élections des membres de son parlement, les États de Guernesey.
Après décompte des voix, aucune option ne recueille la majorité absolue. Ayant reçu le moins de premiers choix, c'est-à-dire de bulletin marqué d'un « 1 » sur son emplacement, l'option D est éliminée. Il est alors procédé à un second décompte. Pour chacun des 672 bulletins concernés, l'option ayant été marquée d'un « 2 » reçoit une voix supplémentaire, celle-ci s'ajoutant à celles obtenues en premier choix. Ne comportant cependant aucun autre chiffre que le « 1 », 93 de ces 672 bulletins sont écartés en tant que votes non transférables. Cette étape est successivement répétée avec les options E, B et C, jusqu'à ce qu'une option, la A, obtienne une majorité absolue des voix ainsi additionnées.
| Options                         | 1er choix                       | 1er choix                       | 2e décompte              | 2e décompte              | 3e décompte              | 3e décompte              | 4e décompte | 4e décompte |
| Options                         | Voix                            | %                               | Voix                     | %                        | Voix                     | %                        | Voix        | %           |
| ------------------------------- | ------------------------------- | ------------------------------- | ------------------------ | ------------------------ | ------------------------ | ------------------------ | ----------- | ----------- |
| A                               | 5 304                           | 37,45                           | 5 390                    | 38,31                    | 5 755                    | 41,48                    | 6 017       | 52,48       |
| C                               | 3 760                           | 26,55                           | 3 914                    | 27,82                    | 4 220                    | 30,42                    | 5 448       | 47,52       |
| B                               | 3 486                           | 24,61                           | 3 761                    | 26,73                    | 3 898                    | 28,10                    |             |             |
| E                               | 940                             | 6,64                            | 1 004                    | 7,14                     |                          |                          |             |             |
| D                               | 672                             | 4,75                            |                          |                          |                          |                          |             |             |
| Total                           | 14 162                          | 100                             | 14 069                   | 100                      | 13 873                   | 100                      | 11 465      | 100         |
| Votes non transférables cumulés | Votes non transférables cumulés | Votes non transférables cumulés | 93                       | –                        | 289                      | –                        | 2 697       | –           |
|                                 |                                 |                                 |                          |                          |                          |                          |             |             |
| Votes valides                   | Votes valides                   | Votes valides                   | Votes valides            | Votes valides            | Votes valides            | Votes valides            | 14 162      | 98,49       |
| Votes blancs et nuls            | Votes blancs et nuls            | Votes blancs et nuls            | Votes blancs et nuls     | Votes blancs et nuls     | Votes blancs et nuls     | Votes blancs et nuls     | 217         | 1,51        |
| Total                           | Total                           | Total                           | Total                    | Total                    | Total                    | Total                    | 14 379      | 100         |
| Abstentions                     | Abstentions                     | Abstentions                     | Abstentions              | Abstentions              | Abstentions              | Abstentions              | 17 486      | 54,88       |
| Inscrits / participation        | Inscrits / participation        | Inscrits / participation        | Inscrits / participation | Inscrits / participation | Inscrits / participation | Inscrits / participation | 31 865      | 45,12       |

### Cas où le premier choix est perdant
Lors des élections au Conseil législatif tasmanien de 2022, la population est amenée à élire le conseiller de plusieurs circonscriptions, dont celle de Huon. L'élection y a lieu de manière anticipée du fait de la vacance du siège de Bastian Seidel, pourvu en 2020. Membre du Parti travailliste, celui ci démissionne en effet fin 2021, se déclarant désabusé par les conflits internes au sein de son parti,. 
Bien qu'arrivé en tête des premières voix, le candidat travailliste Toby Thorpe est battu au quatrième décompte par l'indépendante Dean Harriss.
|                                 | Toby Thorpe                     | Parti travailliste              | 5 648                           | 25,05                           | 5 958                    | 26,42                    | 6 984                    | 30,97                    | 10 693 | 47,45 |  |  |
|                                 | Dean Harriss                    | Indépendante                    | 5 340                           | 23,68                           | 5 912                    | 26,22                    | 9 810                    | 43,50                    | 11 840 | 52,55 |  |  |
|                                 | Aldo Antolli                    | Parti libéral                   | 5 111                           | 22,66                           | 5 218                    | 23,14                    |                          |                          |        |       |  |  |
|                                 | Gideon Cordover                 | Verts                           | 4 704                           | 20,86                           | 5 463                    | 24,23                    | 5 757                    | 25,53                    |        |       |  |  |
|                                 | Pat Caplice                     | Le Parti local                  | 1 748                           | 7,75                            |                          |                          |                          |                          |        |       |  |  |
| Total des voix                  | Total des voix                  | Total des voix                  | 22 551                          | 100                             | 22 551                   | 100                      | 22 551                   | 100                      | 22 533 | 100   |  |  |
| Votes non-transférables cumulés | Votes non-transférables cumulés | Votes non-transférables cumulés | Votes non-transférables cumulés | Votes non-transférables cumulés | 0                        | –                        | 0                        | –                        | 18     | –     |  |  |
|                                 |                                 |                                 |                                 |                                 |                          |                          |                          |                          |        |       |  |  |
| Votes valides                   | Votes valides                   | Votes valides                   | Votes valides                   | Votes valides                   | Votes valides            | Votes valides            | Votes valides            | Votes valides            | 22 551 | 97,35 |  |  |
| Votes blancs et nuls            | Votes blancs et nuls            | Votes blancs et nuls            | Votes blancs et nuls            | Votes blancs et nuls            | Votes blancs et nuls     | Votes blancs et nuls     | Votes blancs et nuls     | Votes blancs et nuls     | 615    | 2,65  |  |  |
| Total                           | Total                           | Total                           | Total                           | Total                           | Total                    | Total                    | Total                    | Total                    | 23 166 | 100   |  |  |
| Abstention                      | Abstention                      | Abstention                      | Abstention                      | Abstention                      | Abstention               | Abstention               | Abstention               | Abstention               | 3 710  | 13,80 |  |  |
| Inscrits / participation        | Inscrits / participation        | Inscrits / participation        | Inscrits / participation        | Inscrits / participation        | Inscrits / participation | Inscrits / participation | Inscrits / participation | Inscrits / participation | 26 876 | 86,20 |  |  |